# Annabel Lee

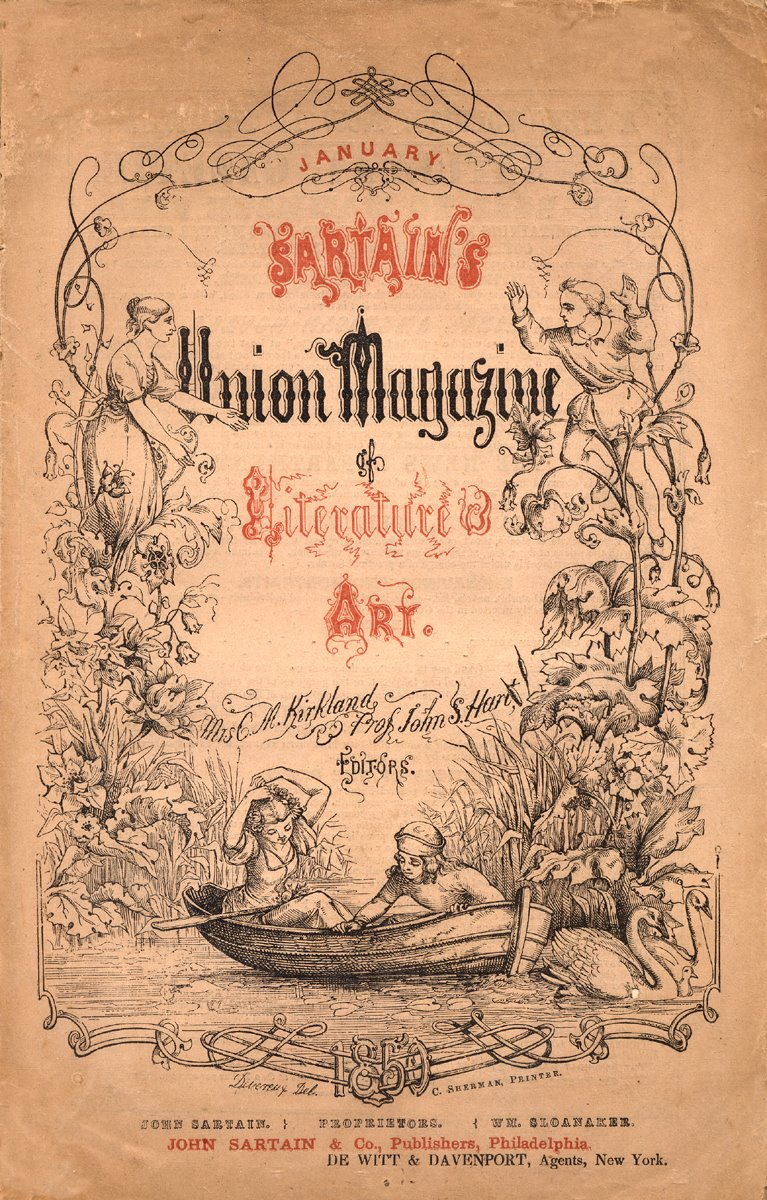
Sartain's Union Magazine of Literature and Art, Janeiro, 1850, Filadélfia

"Annabel Lee" é o último poema completo composto pelo autor americano Edgar Allan Poe. Como muitos dos poemas de Poe, explora o tema da morte de uma linda mulher. O narrador, que se apaixonou com Annabel Lee quando eles eram jovens, tem um amor por ela tão forte que mesmo os anjos estavam invejosos. Ele mantém seu amor por ela mesmo após sua morte. Tem havido um debate sobre quem, se alguém, foi a inspiração para "Annabel Lee". Embora muitas mulheres têm sido sugeridas, a esposa de Poe, Virginia Eliza Clemm Poe é uma das credíveis candidatas. Escrito em 1849, não foi publicado até pouco depois da morte de Poe nesse mesmo ano.

## Sinopse
O narrador do poema descreve seu amor por Annabel Lee, que começou muitos anos antes, num "reino junto ao mar". Embora eles fossem jovens, o amor mútuo queimou com tal intensidade que os anjos se tornaram invejosos. É por essa razão que o narrador acredita que o serafim causou sua morte. Mesmo então, seu amor é forte o suficiente que estende além da sepultura e o narrador acredita que suas duas almas ainda estão entrelaçadas. Cada noite, ele sonha com Annabel Lee e vê o brilho de seus olhos nas estrelas. Cada noite ele se deita ao lado dela em sua tumba ao pé do mar

## Análise
Como muitos outros poemas de Poe, incluindo "The Raven", "Ulalume" e "To One in Paradise", "Annabel Lee" segue o tema favorito de Poe: a morte de uma linda mulher, que Poe chamado "o tema mais poético no mundo ". Como as mulheres em muitas outras obras de Poe, ela é golpeada com a doença e se casa jovem. O poema foca em um amor ideal que é excepcionalmente forte. Em fato, as ações do narrador mostram que ele não apenas ama Annabel Lee, mas ele adora ela, algo que ele pode apenas fazer após sua morte. O narrador admite que ele e Annabel Lee eram crianças quando eles se apaixonaram, mas sua explicação que anjos assassinaram ela é em si mesmo infantil, sugerindo que ele não tem amadurecido muito desde então. Sua repetição desta afirmação sugere que ele está tentando racionalizar seus próprios sentimentos excessivos de perda.
Ao contrário de "The Raven", em qual o narrador acredita que ele "nunca mais" irá se reunir com seu amor, "Annabel Lee" diz que os dois irão estar juntos novamente, como nem mesmo demônios "podem nunca separar" suas almas.

### Estrutura poética
"Annabel Lee" consiste em seis estâncias, três com seis linhas, uma com sete, e duas com oito, com a rima padrão ligeiramente diferentes em cada um. Embora não seja tecnicamente uma balada, Poe referiu a ele como uma. Como uma balada, o poema usa repetição de palavras e frases propositadamente para criar seu efeito lúgubre. O nome Annabel Lee enfatiza a letra "L", um frequente dispositivo em personagens femininas de Poe como "Eulalie", "Lenore", e "Ulalume".
Há um debate na última linha do poema. A Edgar Allan Poe Society de Baltimore, Maryland tem identificado 11 versões de "Annabel Lee", que foram publicados entre 1849 e 1850. Entretanto, a maior variação está na linha final:
Manuscrito original: In her tomb by the side of the sea
Versão alternativa: In her tomb by the sounding sea

## Inspiração

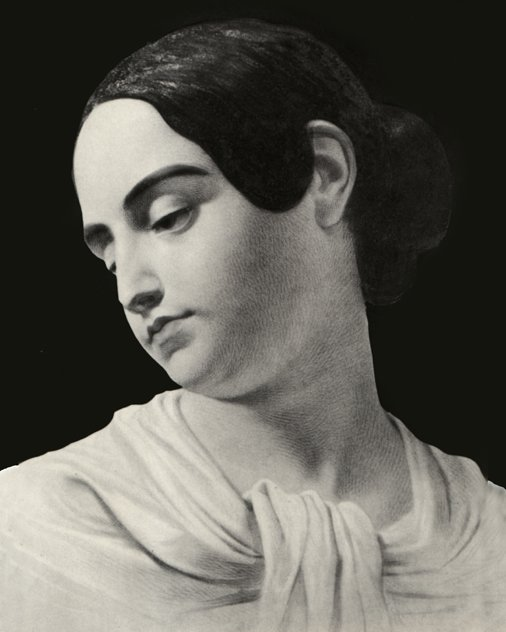
A esposa de Poe, Virginia e muitas vezes assumida para ser a inspiração para "Annabel Lee".

Não se sabe ao certo a quem a personagem epônima Annabel Lee se refere. Os biógrafos e críticos muitas vezes sugerem o uso frequente de Poe da "morte de uma linda mulher" tema decorrente da repetida perda de mulheres ao longo de sua própria vida, incluindo sua mãe Eliza Poe e sua mãe adotiva Frances Allan. Biógrafos muitas vezes interpretam que "Annabel Lee" foi escrito para a esposa de Poe, Virginia, que tinha morrido dois anos antes, como foi sugerido pela poetisa Frances Sargent Osgood, embora Osgood é ela mesma uma candidata para a inspiração do poema. Um forte argumento pode ser feito para a esposa de Poe, Virginia: Foi ela a única que ele amava como uma filha, a única que tinha sido sua noiva, e a única que tinha morrido. Leituras autobiográficas do poema também têm sido usadas para apoiar a teoria que Virginia e Poe nunca consumaram seu casamento, como "Annabel Lee" era uma "donzela". Críticos, incluindo T.O. Mabbott, acreditava que Annabel Lee foi meramente o produto da imaginação sombria de Poe e que Annabel Lee não era uma pessoa real, em particular. Um amor de infância de Poe nomeada Sarah Elmira Royster acreditava que o poema foi escrito com ela em mente e que Poe mesmo disse isso. Sarah Helen Whitman e Sarah Anna Lewis também alegaram ter inspirado o poema.
A lenda local em Charleston, Carolina do Sul conta a história de um marinheiro que conheceu uma mulher nomeada Annabel Lee. Seu pai desaprovou do emparelhamento e os dois se encontraram particularmente em um cemitério antes do tempo do marinheiro estacionado em Charleston acabar. Enquanto fora, ele ouviu da morte de Annabel de febre amarela, mas seu pai poderia não permitir ele no funeral. Porque ele não sabia sua exata localização do enterro, ele em vez disso mantém vigília no cemitério onde eles tem muitas vezes secretamente se encontrado. Não há evidência que Edgar Allan Poe tinha ouvido falar desta lenda, mas locais insistem que foi sua inspiração, especialmente considerando Poe estava brevemente estacionado em Charleston, enquanto no exército em 1827.

## História da publicação e recepção
"Annabel Lee" foi provavelmente composto em maio de 1849. Poe tomou medidas para assegurar que o poema poderia ser visto na impressão. Ele deu uma cópia para Rufus Wilmot Griswold, seu executor literário e rival pessoal, deu outra cópia para John Thompson para repagar um débito de $5, e vendeu uma cópia para  Sartain's Union Magazine para publicação. Embora Sartain's fosse a primeira impressão autorizada em janeiro de 1850, Griswold foi o primeiro a publicar em 9 de outubro de 1849, dois dias após a morte de Poe, como parte de seu obituário de Poe no New York Daily Tribune. Thompson tinha publicado no Southern Literary Messenger em novembro de 1849.
"Annabel Lee" foi uma inspiração para Vladimir Nabokov, especialmente para seu romance Lolita (1955), em qual o narrador, como uma criança, se apaixona com a terminalmente doente Annabel Leigh "em um principado à beira-mar". Originalmente, Nabokov intitulou o romance The Kingdom by the Sea. Nabokov poderia mais tarde usar isto como o título do "romance doppelganger" de Lolita em Somos Todos Arlequins.

## Adaptações
- Uma versão adaptada do poema aparece no álbum de 2011 de Sarah Jarosz, Follow Me Down.
- Stevie Nicks gravou uma versão deste poema em seu álbum de 2011, In Your Dreams.
- Joan Baez gravou uma versão deste poema em seu álbum de 1967, Joan, com música por Don Dilworth.
- A banda Alesana baseou seu álbum The Emptiness no poema em 2010.
- O poema aparece no álbum de Marissa Nadler, Ballads of Living and Dying.
- Uma adaptação aparece na canção "Three" pela banda La Dispute em seu primeiro EP falado, Here, Hear e na canção "Fall Down, Never Get Back Up Again" em seu álbum Somewhere at the Bottom of the River Between Vega and Altair.
- O poema foi ambientado para música pelo compositor inglês Joseph Charles Holbrooke (5 de julho de 1878 – 5 de agosto de 1958) como uma Balada para voz e orquestra Op. 41b (1905).
- Uma versão adaptada do poema pelo grupo espanhol Radio Futura em seu álbum La canción de Juan Perro, 1987 (música por Luis Auserón, letra adaptada por Santiago Auserón).
- O poema foi traduzido em hebreu por Ze'ev Jabotinsky e executado por vários artistas israelenses, entre eles Yossi Banai, Yoni Bloch e Shlomo Artzi (que executou a canção ambos em hebreu e no original).
- O poema foi também a base para Lady Midnight por Cassandra Clare como o primeiro livro na série Dark Artifices. Cada título de capítulo é tomado diretamente do poema.
- A série web "Kissing in the Rain" apresenta uma encurtada versão do poema com Sean Persaud como Edgar Allan Poe e Mary Kate Wiles como Annabel Lee.